# Académie tchécoslovaque des sciences
L'Académie tchécoslovaque des sciences (tchèque : Československá akademie věd, slovaque : Česko-slovenská akadémia vied) a été créée en 1952 pour être le centre scientifique de la Tchécoslovaquie.  Elle a été remplacée par l'Académie tchèque des sciences (Akademie věd České republiky) et l'Académie slovaque des sciences (Slovenská akadémia vied) en 1992.

## Histoire
La Société royale tchèque des sciences, qui englobait à la fois les sciences humaines et les sciences naturelles, a été créée sur les terres de la Couronne tchèque en 1784. Après l'arrivée au pouvoir du régime communiste totalitaire en Tchécoslovaquie en 1948, toutes les institutions scientifiques, non universitaires et les sociétés savantes ont été dissoutes et, à leur place, l'Académie tchécoslovaque des sciences a été fondée par la loi n° 52/1952. Il comprenait à la fois un complexe d'instituts de recherche et une société savante. L'Académie slovaque des sciences, créée en 1942 et rétablie en 1953, faisait officiellement partie de l'Académie tchécoslovaque des sciences de 1960 à 1992. En 1992, l'Académie des sciences de la République tchèque a été créée par la loi n° 283/1992.

## Anciens présidents
- Zdeněk Nejedlý (1952-1962)
- František Šorm (1962-1965; 1965-1969)
- Jaroslav Kožešník (1969-1970, 1970-1977, 1977-1980)
- Bohumil Kvasil (1981-1985)
- Josef Říman (1985-1989)
- Otto Wichterle (1990-1992)

## Membres notables
- Jaroslav Heyrovský, qui a remporté le prix Nobel de chimie en 1959
- Otto Wichterle pour son invention des lentilles de contact souples . Wichterle a également été le premier président de l'Académie après la renaissance de la démocratie en République tchèque.
- astrophysicien Jiří Grygar
- mathématiciens Eduard Čech et Otakar Borůvka
- chimiste Antonín Holý
- Mathématicien polonais Czeslaw Olech
- chercheur et chimiste sur le cannabis Lumír Ondřej Hanuš
- scientifique biomédical Ján Vilček
- statisticien Zbyněk Šidák

## Voir également
- Académie des sciences de la République tchèque
- Académie slovaque des sciences